# Abraxas irrula
Abraxas irrula là một loài bướm đêm trong họ Geometridae.